# Pelayo Peláez
Pelayo Peláez (fl. 1056-1092/1095) fue un magnate asturiano, miembro de la alta nobleza, que estuvo presente, junto al rey Fernando I de León, cuando se depositaron las reliquias de san Isidoro en la Basílica de san Isidoro de León.

## Orígenes familiares

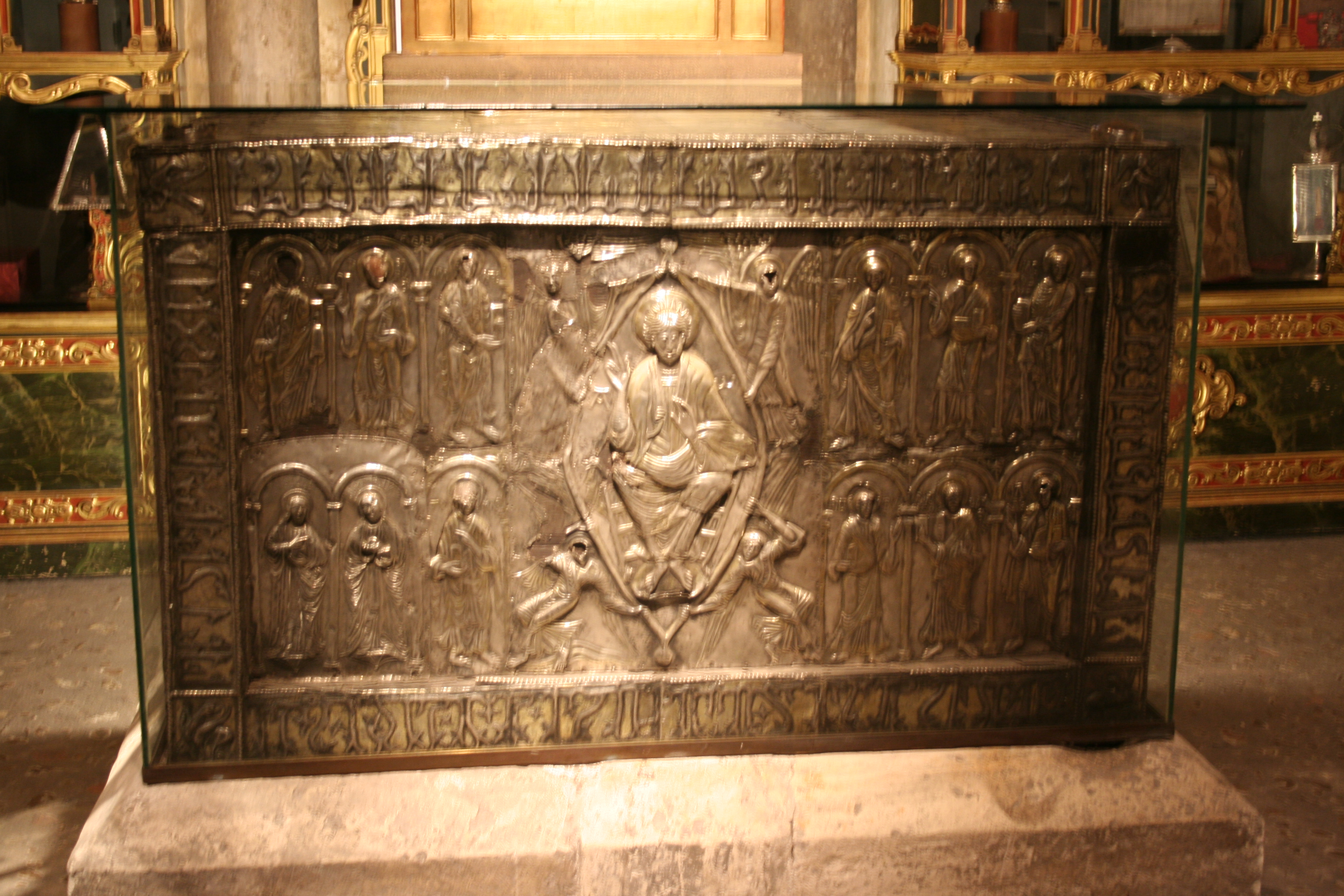
Arca Santa en la Catedral de Oviedo, abierta en presencia del rey ALfonso VI de León y varios magnates, incluyendo al conde Pelayo Peláez.

Fue hijo del conde Pelayo Froilaz el Diácono —hijo del conde Froila Jiménez— y de la condesa Aldonza Ordóñez, hija legítima del infante Ordoño Ramírez el Ciego y de la infanta Cristina Bermúdez, hija del rey Bermudo II de León y de la reina Velasquita Ramírez. Los condes Pelayo y Aldonza habían fundado en 1032 el monasterio de Lapedo en Belmonte de Miranda.

## Biografía
Pelayo Peláez aparece frecuentemente en la curia regia confirmando diplomas reales en la documentación de varios monasterios y de la catedral de San Salvador de Oviedo. También se registra su presencia en varios actos familiares en Asturias en la década de los sesenta y en la apertura del Arca Santa por el rey Alfonso VI de León. Se hallaba presente, con su hermano Ordoño Peláez y otros nobles junto al rey Fernando I de León en 1063 cuando las reliquias de San Isidoro fueron trasladadas desde Sevilla por el conde Munio Muñoz y depositadas en la iglesia de los Santos Juan y Pelayo, que desde entonces se llamó la Basílica de San Isidoro de León.
Habrá fallecido entre 1092, la última vez que se menciona en la documentación junto a su hermano Pedro Peláez, tenente en Tineo, y 1095 cuando sus hijos confirman un documento sin la presencia de su padre. En 1097 su viuda hizo una donación por el alma de su marido a la catedral de Oviedo.

## Matrimonio y descendencia
Pelayo casó con Muniadona cognomento «Mayor» González, posiblemente hija de Gonzalo Salvadórez, conde en La Bureba. 
Los hijos documentados de este matrimonio fueron:
- Gonzalo Peláez (fl. 1095-1138), llamado «el conde rebelde», heredó todos los bienes de sus padres y aparece por primera vez en la documentación asturiana  aunque ya en el reinado de Alfonso VI de León se encuentra en tierras gallegas al servicio de la reina Urraca I de León.[11][12]

- Aldonza Peláez (fl. 1095-1128/1138). Su primera aparición en la documentación medieval fue en 1095 con su hermano el conde Gonzalo. Dos años más tarde su madre Muniadona González la excluye y deshereda del patrimonio familiar. Ya se encontraba casada  en 1097 con  Pedro García, alférez real en 1131. Aldonza fue una de las confirmantes de una donación de su primo Suero Bermúdez del monasterio de Cornellana a la catedral de Oviedo en 1128. Tuvo por lo menos, dos hijas, María y Urraca.[12][11][e]

También pudieron ser los padres de:
- Gutierre Peláez, progenitor de la casa de Silva, según Luis de Salazar y Castro ,[14] y señor del castillo de Alderete y de la Torre y Quinta de Silva. Según Juan Baptista Lavaña, Gutierre acompañó a Fernando I «el Magno», rey de León y Castilla, en la conquista de Coímbra en 1064.[f]
- Fruela Peláez,[16][g]
- Cristina Peláez,[18] y su esposo Gonzalo Bermúdez hicieron una donación a la catedral de Oviedo por el alma de su hermano Gonzalo.[h]